# Wii-afstandsbediening

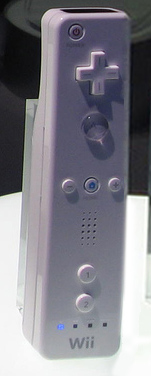
De Wii-afstandsbediening

De Wii-afstandsbediening (Engels: Wii Remote, ook wel Wii-mote) is de spelbesturing van de Wii. De controller lijkt niet op die van de concurrentie, de PS3 en Xbox 360, die veel knoppen en andere toetsencombinaties hebben. De Wii-mote ziet er meer uit als een gewone afstandsbediening voor de televisie.

## Controller

### Ontwerp
De hoofdcontroller ziet eruit als een afstandsbediening, die niet-gamers moet aanlokken om de Wiimote op te pakken en ermee te spelen. Dit is gedaan om de concurrentie minder bedreigend te maken, aangezien de controller enig in zijn soort is kan men de apparaten vrijwel niet met elkaar vergelijken. De controller is in principe een balkvormig stuk plastic, met op de voorkant een infraroodontvanger, op de bovenkant (van boven naar beneden) een aan/uit knop, een D-Pad, een klein kruisje, waarmee je een richting kunt kiezen. Daaronder bevindt zich de A-knop, een ronde knop die meerdere functies heeft (springen, schieten, rennen en dergelijke). Onder de A-knop zijn drie kleine knopjes, van links naar rechts bekeken de - -knop, de home-knop (wit met een blauw huisje) en een + -knop. Hieronder bevindt zich een speaker, waaronder twee kleine knopjes zitten, 1 en 2. De speaker wordt gebruikt om een extra dimensie toe te voegen aan bijvoorbeeld Super Mario Galaxy, waarbij de controller geluid maakt als er een muntje wordt opgeraapt. Aan de achterkant van de Wii-mote zit de B-knop in een kleine hoek zodat het fungeert als de trekker van een pistool. Ook aan de achterkant zit een klein klepje waar twee AA-batterijen ingaan, want Nintendo's ontwerpers vonden een accu met lader te omslachtig en kozen voor deze optie. Een accu is ook niet gepland voor latere versies. Aan de onderkant van de controller zit een klein poortje, waaraan de extensies kunnen worden vastgemaakt.

### Eerdere ontwerpen
Bij eerdere versies van de Wii-mote (gezien bij de Tokio Game Show en de San Diego Developer's Conference) hadden sommige knoppen andere namen en vormen. De B-knop had eerst de vorm van een gewone knop, later pas die van een trekker. De - en + knop waren eerst de start en select-knop en de 1 en 2 knoppen heetten in Tokio de a en b-knop, in San Diego heetten ze 1 en 2, maar stond er aan de linkerkant van de knop a en b, deze waren 90 graden met de klok meegedraaid waardoor geruchten ontstonden dat de Wii-mote, op zijn zij gedraaid, kon dienen als controller voor NES-spellen, gekocht via het in San Diego aangekondigde Virtual Console. Met de E3 werd daarvoor de Retrocontroller aangekondigd, zie verderop.

### Functies en werking

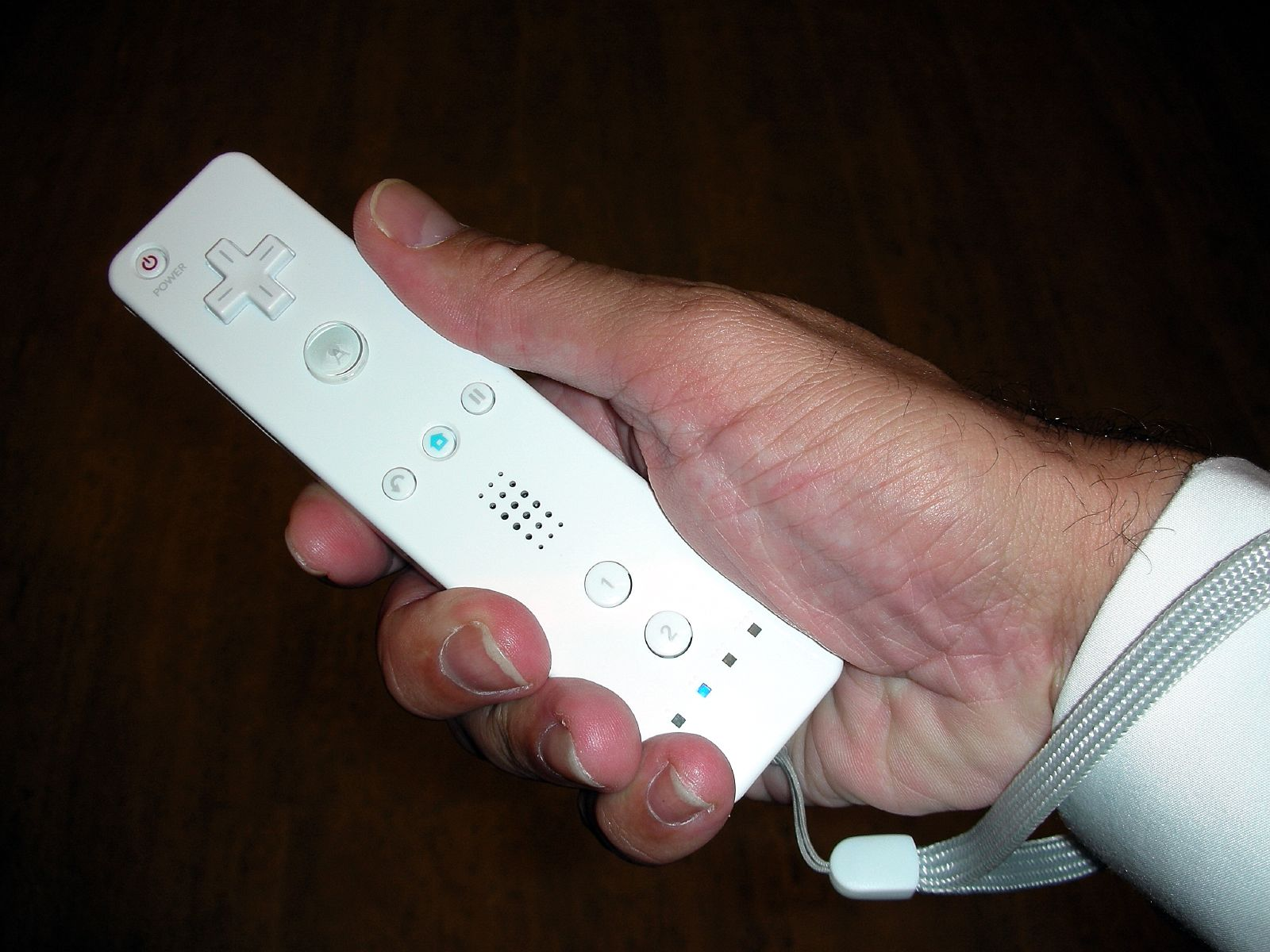
De werking van de Wii-afstandsbediening

De Wii-mote is uniek door zijn uitgebreide pakket van functies. Op de kleine foto rechts (klik erop voor een grotere afbeelding) zijn de vier hoofdfuncties te zien. Met de klok mee, vanaf linksboven: motion sensing, gericht schieten, geluid via ingebouwde luidspreker, rumblefunctie. Motion sensing is vrijwel hetzelfde als in de Nunchuk-uitbreiding (zie verderop) en merkt plotselinge bewegingen op; hiermee kun je bijvoorbeeld Mario laten springen en een auto besturen in Excite Truck. Het gericht schieten is waarschijnlijk de meest opvallende functie. Zoals vroeger de NES Zapper als leuk accessoire al werd gebruikt om eenden uit de lucht te schieten, zo wordt deze functie in vrijwel elk spel van de Wii gebruikt; in Metroid schiet je aliens neer en in Red Steel veeg je de vloer aan met de Japanse Yakuzabendes. De speaker is bij het stukje Controller Ontwerp behandeld. De rumblefunctie spreekt voor zichzelf; bij ontploffingen in Red Steel of het neerschieten van vijanden in Metroid trilt de controller in je hand, alsof je midden in de actie zit.
De Wii-mote maakt gebruik van meerdere technieken om dit mogelijk te maken. De werking van de motion sensor is het meest bijzondere, aangezien er een rumblefunctie in de controller is ingebouwd, is hij niet gevoelig voor kleine trillingen maar kan wel gericht op het scherm schieten. De motion sensor in de controller van de PS3 is wel gevoelig voor een eventueel rumble-effect en heeft daarom ook geen rumblefunctie. Het gericht schieten maakt, zoals gezegd, ook gebruik van een vernieuwende maar onbekende technologie in de controller. In tegenstelling tot de NES-zapper, die door middel van spiegels en lichtsensors wist of je een object (die een andere kleur had dan de rest van het speelscherm) had geraakt, gebruikt de Wii-mote dit niet. Hierdoor kan de controller ook gebruikt worden op plasma- en lcd-schermen, evenals beamers en andere projectors. Het enige zichtbare aan de Wii-mote is de 'sensorbar'. Het geluid van de speaker loopt gelijk aan de acties op het scherm. Dit betekent dat de Wii-mote niet alleen een signaal verzendt, maar ook ontvangt, een proces dat force feedback wordt genoemd. De Wii-mote maakt draadloos contact via bluetooth, en vier spelers kunnen tegelijk spelen op een afstand van maximaal 10 meter afstand. Van de sensorbar is de werkafstand maximaal 5 meter.

## Extensies
Er zit aan de onderkant van de Wii-mote een stekker voor een aantal verschillende accessoires, die hierop aangesloten kunnen worden.

### Nunchuk

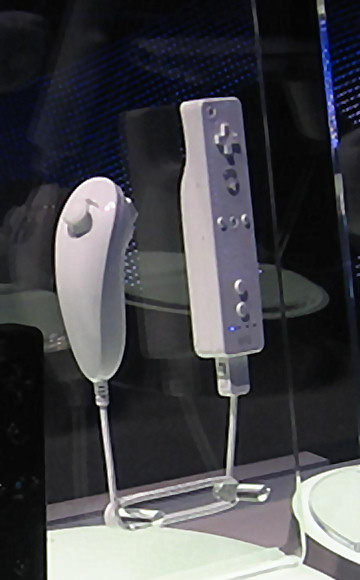
De Nunchuk

De eerste en belangrijkste uitbreiding voor de Wii-mote is de zogenaamde Nunchuk, vernoemd naar het van oorsprong Japanse wapen Nunchaku, dat er ongeveer hetzelfde uitziet. De Nunchuk is een plastic handjoystick dat via een snoer wordt aangesloten op de Wii-mote. Boven op de Nunchuk zit een analoge stick die gebruikt wordt voor acties als lopen. Aan de achterzijde van de Nunchuk zitten twee knoppen, een ronde C-knop en daaronder een rechthoekige Z-knop. Op de Tokio Game Show werd een oudere versie van de Nunchuk getoond, waarbij de twee achterste knoppen beiden rechthoekig waren en respectievelijk Z1 en Z2 heetten. Een week voor de E3 werd bekend dat in de Nunchuk ook een accelerometer zit. Deze merkt plotselinge bewegingen op, waarmee deuren kunnen worden geopend in Red Steel, en zijwaartse duiken worden genomen in Metroid Prime 3: Corruption.

### Classic Controller

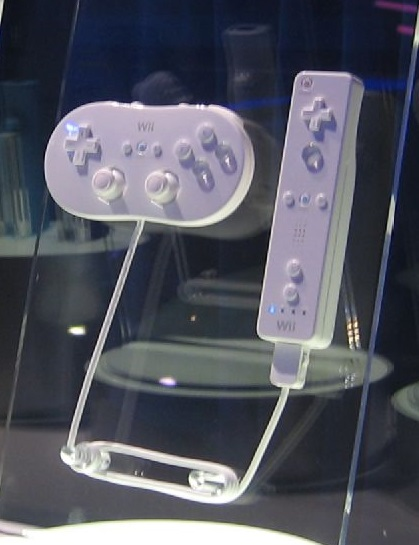
De Classic Controller; de oude controllers zijn er duidelijk in terug te vinden

De tweede uitbreiding voor de Wii-mote is de Classic Controller, ook wel Retrocontroller genoemd. Deze werd aangekondigd op 29 april 2006, daags voor de E3 die op 9 mei begon. De Retrocontroller is bedoeld als controller voor spellen die gedownload zijn met Virtual Console, de online gamebibliotheek waarbij spellen tot 25 jaar terug kunnen worden gekocht. De Retrocontroller is als alle oude Nintendo-controllers bij elkaar. De D-pad is uiteraard aanwezig, net als op de allereerste NES-controller; A, B, X, en Y-knoppen komen van de Super Nintendo. 
De vier C-knoppen als op de Nintendo 64-controller is een analoge stick geworden, zoals op de GameCube-controller en de andere analoge stick komt ook bij de GameCube vandaan. De schouderknoppen, voor het eerst geïntroduceerd op de Super Nintendo-controller, zijn ook terug. Vreemd genoeg waren er vier van, twee links en twee rechts, genaamd L, ZL, ZR en R (van links naar rechts); terwijl geen van Nintendo's controllers meer dan drie schouderknoppen had als de Z-knop van de GameCube wordt meegerekend. Dit laat zich verklaren door het feit dat niet enkel Nintendo-spellen, maar ook spellen van vroegere concurrerende systemen (namelijk de Sega Mega Drive en de NEC PC Engine/TurboGrafx 16) worden ondersteund door Virtual Console. Volgens bronnen die met de retrocontroller hebben gespeeld zit er nu alleen rechts een tweede R-knop. 
Nintendo heeft bekendgemaakt dat in Japan bij aanschaf van 5000 'Nintendo punten' de Classic Controller wordt bijgeleverd. Sinds een tijd is ook de Classic Controller Pro beschikbaar in Nederland, deze is alleen verkrijgbaar in het zwart en gemaakt op aandringen van kritische fans. De kabel ingang is verplaatst naar boven op de controller, er is extra grip toegevoegd, de analoge sticks zijn meer uit elkaar geplaatst en er zijn twee schouderknoppen toegevoegd.

### Light Gun

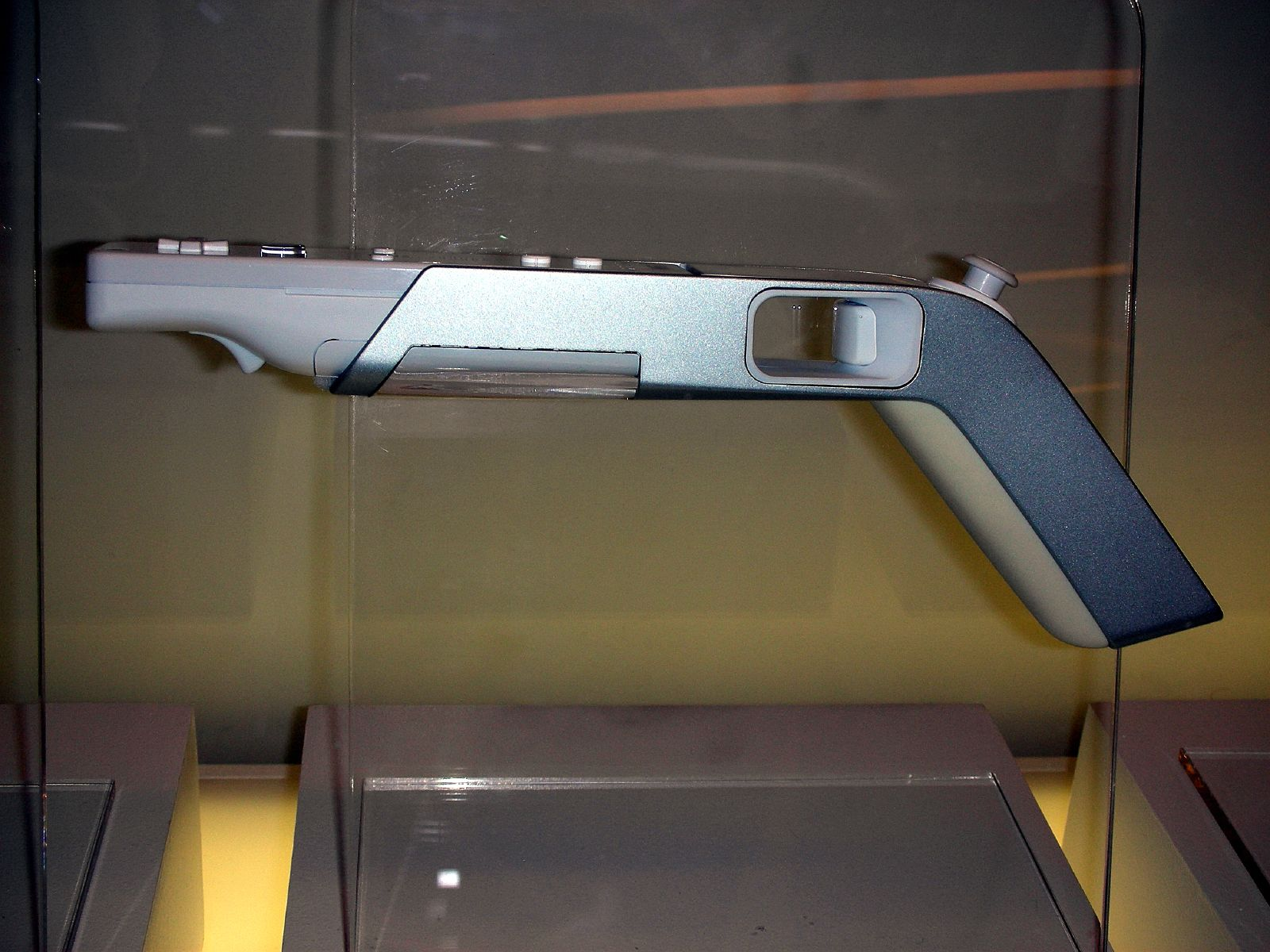
De Light Gun

De laatst bekende uitbreiding voor de Wii-mote is de Light Gun, een oude bekende voor NES-fans. De Light Gun werd gepresenteerd op 10 mei 2006. Op de NES kon je met een lichtpistool eenden schieten in het spel Duck Hunt en met deze controller is het niet veel anders. Op de E3 waren beelden te zien van een vernieuwde versie van Duck Hunt. Verdere informatie van spellen met ondersteuning voor de Light Gun wordt later bekend. De accessoireontwikkelaar Piranha heeft inmiddels een soortgelijke Lightgun ontwikkeld, genaamd Wii Shooting Gun. Deze zal in de loop van mei uitkomen.

### Wii Wheel
Het Wii wheel is een uitbreiding die vooral dient om race-spellen gemakkelijker te maken, deels doordat de vorm de ervaring iets levensechter maakt en beter in de hand ligt om te sturen. De B-knop aan de achterkant is veel groter en makkelijker te bereiken.

### Wii MotionPlus
Met het opzetstuk, Wii MotionPlus, worden de bewegingen beter geregistreerd en kan je dus betere bewegingen maken met de Wii-mote. Je kan de Wii MotionPlus voor bijvoorbeeld Wii Sports Resort gebruiken. De Wii MotionPlus maakt gebruik van een digitale gyroscoop waardoor de Wii weet in welke hoek de Wii-Mote wordt gehouden. Sinds september 2010 is het mogelijk om controllers met Wii Motionplus ingebouwd te kopen onder de naam Wii Remote Plus.

## Hoes
Sinds oktober 2007 werden bij de Wii-mote hoezen meegeleverd als bescherming. Bezitters van de Wii voor de introductie van deze hoezen konden deze nabestellen via de website van Nintendo.

## Polsbandje
Het originele polsbandje dat bij de eerste Wii's geleverd werd, was erg dun. Bij sommige mensen is dit bandje geknapt door het hevig bewegen bij (sport)spellen. Er zijn meldingen geweest waarbij de Wii-mote door de tv is geschoten door het knappen van het polsbandje. Nintendo heeft dit probleem verholpen door Wii-gebruikers de mogelijkheid te geven de oude polsbandjes om te ruilen voor nieuwe dikkere polsbandjes.
De nieuwe Wii-systemen die in de winkels liggen, zijn tegenwoordig voorzien van het dikkere polsbandje en een hoes.

## Wii Remote-projecten
De functies van de Wii Remote kunnen ook zonder de Wii-spelcomputer gebruikt worden. Kort na de introductie dienden de eerste innovaties zich al aan. Het blijkt relatief eenvoudig om de Wii Remote(s) te paren met een ander Bluetooth-apparaat, veelal een pc of Mac. De Wii Remote wordt bijvoorbeeld gebruikt voor driedimensionale navigatie, componeren en mixen van muziek of als aanwijzer op een elektronisch whiteboard.